# 13424 Margalida
13424 Margalida è un asteroide della fascia principale. Scoperto nel 1999, presenta un'orbita caratterizzata da un semiasse maggiore pari a 2,5237285 UA e da un'eccentricità di 0,1845063, inclinata di 5,07955° rispetto all'eclittica.
L'asteroide è dedicato a Margalida Rechac, moglie dello scopritore Ángel López Jiménez.